# والدوکوریه
والدوکوریه (به لاتین: Valdokurye) یک منطقهٔ مسکونی در روسیه است که در استان آرخانگلسک واقع شده‌است.